# Сотир Мелев
Сотир Ламбров Мелев е български актьор, който е известен с множество роли в театъра, киното, телевизията и дублажа.

## Биография
Сотир Мелев е роден на 6 септември 1991 г. в град София.
Като дете участва в предаването „Като лъвовете“ на Николай Априлов в средата на 90-те години, излъчван по Канал 1 на БНТ. През 2009 г. започва да посещава курс по актьорско майсторство за начинаещи в школата към "Младежи театър Николай Бинев" с художествени ръководители Малин Кръстев, Юлиян Петров и Явор Спасов.
Завършва професионална гимназия по механоелектротехника „Никола Й. Вапцаров“. През 2014 г. завършва актьорско майсторство за драматичен театър в НАТФИЗ „Кръстьо Сарафов“ в класа на проф. Маргарита Младенова. С него учат Августина-Калина Петкова, Неда Спасова, Борис Кашев, Боряна Братоева (всички, прехвърлили се от разтрогнатия клас на Веселин Ранков) и други.
Занимава се с футбол към Българската асоциация по минифутбол от 2016 до 2018 г.
От 2017 г. до 2019 г. е член от YouTube канала Four Fools, заедно с Асен Кобиларов, Николай Петров и Симеон Дамянов.

## Актьорска кариера
Играе в Младежки театър „Николай Бинев“, Театрална работилница „Сфумато“ и Драматичен театър - Пловдив. Сред участията му в постановките са „Възстановки“, „Любовта на Анатол“, „Опакометаморфози“, „Самолетът закъснява“, „Арабска нощ“, „Репетираме Пирандело“, „Грехът Златил“, „Сън в лятна нощ“, „Турбуленции“, „Февруари“, „Майка Кураж“, „Саломе“, „В очакване на Годо“ и други.
От 2022 г. е в трупата на Сатиричен театър „Алеко Константинов“ по програма „Мелпомена“, където дебютира в постановката „Постоянната съпруга“ (“Очарователни грешници“) на режисьорката Бойка Велкова. Също така играе Уил Шекспир във „Влюбеният Шекспир“ на режисьора Андрей Аврамов.
Участва в редица филми и сериали, измежду които „Време за жени“, „Слънчево“, „Рая на Данте“ и „Братя“.
През 2023 г. изпълнява ролята на Майкъл Петров в комедийния сериал „Много мой човек“, излъчен по Нова телевизия.

## Участия в театъра
Драматичен театър - Пловдив
- „Турбуленции“ – по текстове на Камен Донев, спектакъл на Стайко Мурджев[9]

Младежки театър „Николай Бинев“
- Оберон в „Сън в лятна нощ“ на Уилям Шекспир – режисьор Маргарита Младенова, превод Валери Петров[10][11][12]

Независим театър
- „Опакометаморфози“ на Валери Петров – режисьор проф. Маргарита Младенова[13]

Сдружение КЛАС
- „Сън в лятна нощ“ на Уилям Шекспир – режисьор Юлиян Петров, превод Валери Петров[14][15]

Театър „Възраждане“
- „Февруари“ – режисьор Ованес Торосян[16]

Театър НАТФИЗ
- „Арабска нощ“ на Роланд Шимелпфениг – режисьор Борис Кръстев, превод Боян Иванов[17]
- Златил в „Грехът Златил“ на Йордан Йовков – режисьор Маргарита Младенова[18]

Театрална работилница „Сфумато“
- „Арабска нощ“ на Роланд Шимелпфениг – режисьор Борис Кръстев[19][20][21][22]
- „Възстановки“ на Милен Русков – режисьор Боян Крачолов[23][24][25]
- „Любовта на Анатол“ на Артур Шницлер – режисьор Антон Угринов, превод Владко Мурдаров[26][27][28]
- „Опакометаморфози“ на Валери Петров – режисьор проф. Маргарита Младенова[29][30][31]
- „Самолетът закъснява“ – спектакъл на Маргарита Младенова[32][33]
- „Февруари“ – режисьор Ованес Торосян[34][35]

Сатиричен театър „Алеко Константинов“
1. 2022 – „Постоянната съпруга“ (Очарователните грешници) от Съмърсет Моъм – режисьор Бойка Велкова[37][38]
2. 2022 – Уил Шекспир във „Влюбеният Шекспир“ от Лий Хол – режисьор Андрей Аврамов[39][40]
3. 2023 – „Криворазбраната цивилизация“ по Добри Войников – постановка Николай Урумов[41]
4. 2023 – „Политическо сатирично кабаре“ от Боряна Пашева – постановка Николай Младенов, режисьор Калин Сърменов[42]
5. 19 април 2024 г. – Пътуващ актьор, Прокажен и Гробар в „Всеки иска да живее“ от Ханох Левин – превод и постановка Елена Панайотова[43]

## Филмография
- „Време за жени“ (2006)
- „Слънчево“ (2013) – Васко
- „Полет към дъното“, еп 1. (Призрак) (2020) – Тони[44]
- „Братя“ (2020) – Сандо
- „Рая на Данте“ (2021)
- „Много мой човек“ (2023) – Майкъл[8]
- „Гунди – Легенда за любовта“ (2024) – Александър Костов

## Кариера в дублажа
Мелев се занимава с озвучаване на филми и сериали от 2015 г. Участва във войсоувър и нахсинхронните дублажи, записани в „Про Филмс“, „Александра Аудио“, „Андарта Студио“, студио „Ви Ем Ес“, БНТ, „Саунд Сити Студио“ и „Медиа Линк“. Първият му филм е „Малкият рицар Тренк“ за „Про Филмс“.
| Актьор             | Филми/Сериали | Роля                       |
| ------------------ | --- | -------------------------- |
| Адам Пали          | Соник: Филмът Соник: Филмът 2 Нъкълс Соник: Филмът 3 | Уейд Уипъл                 |
| Дейвид Шуимър      | Мадагаскар (дублаж на студио VMS) Епизоди | Мелман Себе си             |
| Джим Кери          | Шоуто на Труман Блясъкът на чистия ум (дублаж на Андарта Студио) | Труман Бърбанк Джоел Париш |
| Джордж Уилям Бейли | Полицейска академия (дублаж на Про Филмс) Полицейска академия 4: Градски патрул (дублаж на Про Филмс) Полицейска академия 5: Мисия в Маями (дублаж на Про Филмс) Полицейска академия 6: Град под обсада (дублаж на Про Филмс) Полицейска академия 7: Мисия в Москва (дублаж на Про Филмс) | Капитан Тадеъс Харис       |
| Иван Чабан         | Мистериите от Медената долина Детектив Чинк и Златният кошер | Чинк                       |
| Карлос ПенаВега    | Къщата на Шумникови (от четвърти сезон, заместващ Константин Лунгов) Семейство Касагранде | Роберто „Боби“ Сантяго     |
| Мат Маккой         | Полицейска академия 5: Мисия в Маями (дублаж на Про Филмс) Полицейска академия 6: Град под обсада (дублаж на Про Филмс) | Ник Ласард                 |
| Пол Макс Райнхарт  | Горските мечоци: Мистична зима Горските мечоци: Голямата циркова тайна Фантастика: Приключенията на горските мечоци Горските мечоци: Голямото смаляване Горските мечоци: Чудовищен план Горските мечоци: Див свят Горските мечоци: Завръщане на Земята Горските мечоци: Пазителите        | Вик                        |
| Стийв Гутънбърг    | Полицейска академия (дублаж на Про Филмс) Полицейска академия 2: Тяхното първо назначение (дублаж на Про Филмс) Полицейска академия 3: Отново в академията (дублаж на Про Филмс) Полицейска академия 4: Градски патрул (дублаж на Про Филмс)                                              | Кари Махоуни               |

### Анимационни сериали (войсоувър дублаж)
- „Дракони: Ездачите на Бърк“ (дублаж на „Саунд Сити Студио“) – Хълцук (Джей Барушел), 2022
- „Инспектор Гаджет“ (дублаж на „Саунд Сити Студио“) – Брейн, Началник Куимби и други гласове, 2021
- „Малките чародейки“
- „Маша и мечока“ (дублаж на „Про Филмс“) – Мечокът, 2020
- „Приключенията на таралежа Соник“ (дублаж на „Про Филмс“), 2020
- „Чуждоземци“, 2021
- „Телетъбис“, 2020
- „Тролчета: Купонът продължава“, 2021

### Анимационни сериали (нахсинхронен дублаж)
- „44 котки“ – Мийтбол, 2019
- „OK, Кей О! Да бъдем герои!“ – Деръл, 2017
- „АЛВИННН! и катеричоците“ – Други гласове
- „Бакуган: Батъл Планет“[46]
- „Безкрайният влак“ – Рандал, 2022
- „Виктор и Валентино“ – Гулиермо, 2019
- „Големия Нейт“ – господин Галвин, 2022
- „Гъбчовците“, 2020
- „Дребосъчетата“ – Стю Пикълс, 2021
- „Искрица и Сияйница“ – Други гласове
- „Кафенето на Масленка“ – Спач и господин Манзана, 2019
- „Крейг край реката“ – Тод
- „Кърт“, 2022
- „Къщата на Шумникови“ – Други гласове
- „Лагер Корал: Младежките години на Спондж Боб“ – Харви, 2021
- „Мао Мао: Герои на Чистото сърце“ – Кралят, 2020
- „Нинджаго“ – Други гласове
- „Островът на летния лагер“ – Вещица[47]
- „Приключенията на Падингтън“ – Господин Къри, 2020[48]
- „Приключенията на таралежа Соник“ (дублаж на „Про Филмс“), 2020
- „Семейство Касагранде“ – Боби Сантяго/Серхио[49], 2020
- „Спондж Боб Квадратни гащи“ – Русалмен, Мръсен мехур, Фред и други гласове
- „Хлебопатета“ – Ти-Миди, 2019
- „Тафи“ – Тафи, 2021[50][51]
- „Таласъми на работа“ – Фриц, 2024[45]
- „Телетъбис“, 2020
- „Шоуто на Патрик Звездата“ – Сесил, 2022
- „Яба-Даба Динозаври“ – Други гласове
- „Ябълко и Луки“ – Ябълко

### Игрални сериали (войсоувър дублаж)
- „Готини старчета“ – Ханк Хендерсън, 2019
- „Гранд хотел“, 2019
- „Дневниците на вампира“ (дублаж на Андарта Студио), 2023
- „Драгнифисент“ – Биби Захара Бене, Алексис Мишел, 2020
- „Женени с деца“ (дублаж на Про Филмс, от пети сезон, на мястото на Александър Воронов), 2023
- „Кварталът“, 2021
- „Мърфи Браун“ (11-ти сезон) – Ейвъри Браун, 2021
- „Невероятната плейлиста на Зоуи“, 2021
- „Френска кулинария“, 2021

### Игрални сериали (нахсинхронен дублаж)
- „Истинските Шумникови“ – Рип Хардкор, Говорител, Пасажер, Полицай, Тод, Хауърд и Чейс, 2023

### Анимационни филми (войсоувър дублаж)
- „Баяла: Магическо приключение“, 2021
- „История с акули“ (дублаж на „Андарта Студио“) – Лени (Джак Блек), 2022
- „Мадагаскар“ (дублаж на студио VMS) – Мелман (Дейвид Шуимър), 2021
- „Мегаум“ (дублаж на „Андарта Студио“) – Мегаум (Уил Феръл) / Бърнард (Бен Стилър), 2020

### Анимационни филми (нахсинхронен дублаж)
- „Барбароните“ – Разказвач, 2020
- „Белият зъб“ – Други гласове, 2018
- „Героите на джунглата 2: Около света“ – жабокът Ал, 2023
- „Гномчета вкъщи“ – Други гласове, 2018
- „Капитан Саблезъб и Магическият диамант“, 2022[52]
- „Кунг-фу панда 4“ – Други гласове, 2024
- „Лео да Винчи: Мисия Мона Лиза“ – Други гласове, 2020
- „Легенда за пеперудите“ – Други гласове, 2024
- „Лодките“, 2018
- „Луис и извънземните“ – Наг, 2018
- „Малкият рицар Тренк“, 2015
- „Ману Бързолета“, 2019
- „Мармадюк“, 2022
- „Момчето и чаплата“ – Папагал и други гласове, 2023
- „Моята непослушна фея“ – Други гласове, 2023
- „Надалеч полети“ – Плъха, 2018
- „Невероятното пътешествие на гигантската круша“, 2018
- „Ну, погоди! Ваканция“, 2022
- „Ой, къде изчезна Ной! 2“ – Други гласове, 2022
- „Откраднатата принцеса“ – Лестър, 2018[53]
- „Патешки истории“ – Джо, 2023
- „Плоуи: Сам не ще летиш!“ – Скюа, 2018
- „Светът на Марни“, 2018
- „Снежната кралица 4: Огледалното кралство“ – Други гласове, 2019
- „Снежната кралица и принцесата“ – Пират, 2023[54]
- „Супергероините на DC: Герой на годината“ – Стийв Тревър
- „Тайният свят на Финик“ – Мъфин, 2023
- „Фантастичното пътешествие до Оз“, 2017
- „Чаровният принц“ – Лестър, 2018
- „Червената обувчица и седемте джуджета“ – Умник 2, 2020
- „Щъркелчето Ричард“ – Други гласове, 2017
- „Щъркелчето Ричард 2: Тайната на Великият камък“ – Други гласове, 2022

### Игрални филми (войсоувър дублаж)
- „Взлом“, 2021
- „Воини на светлината“ – Лайнъл „Елвис“ Кормак (Уилем Дефо)
- „Двама мъже в града“ – Уилям Гарнет (Форест Уитакър)
- „Империя“
- „Истина или предизвикателство“, 2021
- „Истинска измама“ (дублаж на Андарта Студио) – Рой Милър/Матю Найт (Том Круз), 2021
- „Кейт и Леополд“ (дублаж на Андарта Студио), 2021
- „Колонията“ – Мейсън (Бил Пакстън)
- „Лоурайдъри“, 2021
- „Лошият Дядо Коледа“ – Маркъс (Тони Кокс), 2022
- „Любовници“
- „Младост“ – Мик Бойл (Харви Кайтел)
- „Невероятната плейлиста на Зои“
- „Непознато сърце“, 2021
- „Нещо ново“ (дублаж на Андарта Студио), 2021
- „Нощни игри“, 2021
- „От глупав по-по-глупав: Когато Хари срещна Лойд“ (дублаж на „Андарта Студио“) – Лойд (Ерик Крисчън Олсън), 2021
- „Предсказание за убийство“, 2021
- „Съседка за секс“ (дублаж на Андарта Студио), 2021
- „Точно моят тип“, 2021
- „Треньорът Картър“ (дублаж на Андарта Студио), 2021
- „Шазам!“, 2022

### Режисьор на дублажи
- „Агент Бинки: А.С.Т.Р.О. агенти“, 2020
- „Бакуган: Батъл Планет“, 2019
- „Бен 10“, 2016
- „Възходът на костенурките нинджа“, 2019
- „Елфи в кухнята: Печено-сторено“, 2022
- „Истинските Шумникови“, 2023
- „Коледа с Шумникови“, 2022
- „Къщата на Шумникови“ (няколко епизода, с Евгения Ангелова), 2019
- „Пламъчко и машините“, 2019
- „Семейство Касагранде“, 2020
- „Фантастичното пътешествие до Оз“, 2017

## Личен живот
През 2021 г. се жени за приятелката си Бернарда Береану (която също е актриса), дъщеря на Лазара Златарева и Владимир Береану. През януари 2023 г. им се ражда момче – Март.